# روبین فرانسیس
روبین فرانسیس (به انگلیسی: Robin Francis) (زادهٔ ۲۰ آوریل ۱۹۸۲) شناگر اهل بریتانیا است.